# Stockwig
Stockwig är en årligt återkommande internationell festival för drag och queer performancekonst, grundad i Stockholm 2018.
Namnet är inspirerat av den den amerikanska motsvarigheten, dragfestivalen Wigstock i New York. Stockwig består bland annat av tävlingar, uppträdanden av svenska och internationella dragartister, panelsamtal och andra aktiviteter. De första åren hölls Stockwig i konsertlokalen Kraken i Slakthusområdet i Stockholm och har sedan dess arrangerats på olika platser i staden. 
Stockwig är en självständig organisation men inträffar samtidigt som Stockholm Pride.